# Redfield (Kansas)
Pour les articles homonymes, voir Redfield.
Redfield est une municipalité américaine située dans le comté de Bourbon au Kansas. Lors du recensement de 2010, sa population est de 146 habitants.

## Géographie
Redfield se trouve dans le sud-est du Kansas, à l'ouest de Fort Scott, le siège du comté.
La municipalité s'étend sur 0,12 mille carré (0,31 km2).

## Histoire
Redfield est fondée en 1866. Son bureau de poste ouvre en 1872. Nommée en l'honneur du docteur Redfield, la localité se déplace en 1884 pour se rapprocher des voies du Missouri Pacific Railroad, entre Fort Scott et Wichita.

## Démographie
Selon l'American Community Survey de 2018, la totalité de la population de Refield est blanche et parle l'anglais à la maison. La municipalité connaît un important taux de pauvreté ; à 37,2 % il dépasse largement celui du Kansas (12 %) et des États-Unis (11,8 %). Le revenu médian par foyer est alors de 26 964 dollars contre 57 422 dollars dans l'État et 60 293 dollars dans le pays,.